# Zaginione Ogrody Heliganu

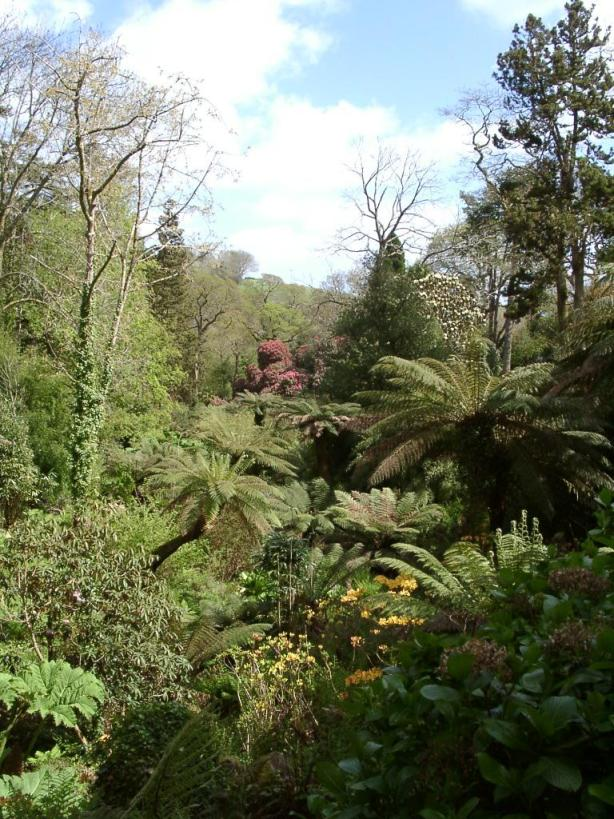
Dżungla

Zaginione Ogrody Heliganu (ang. Lost Gardens of Heligan) – ogród botaniczny w Anglii, w Kornwalii, w okolicy wsi Mevagissey koło St Austell. Jest jednym z najpopularniejszych ogrodów botanicznych Wielkiej Brytanii. Powierzchnia ogrodu wynosi ok. 81 ha.

## Historia
Ogrody od ponad 300 lat należały do rodziny Tremayne. I wojna światowa doprowadziła do śmierci 16 z 22 ogrodników, co przyczyniło się do upadku. Na nowo ogrody odkrył angielski biznesmen holenderskiego pochodzenia, Tim Smit, który z grupą zapaleńców doprowadzili ogród do dawnej sławy, utrzymując go jednak w dziewiętnastowiecznej konwencji. W ogrodzie rosną unikalne kamelie i rododendrony, znajduje się też jedyne w Europie miejsce do hodowli ananasów w warunkach chłodnego klimatu, tzw. pineapple pit.